# Нокс Тауншип (округ Клірфілд, Пенсільванія)
Нокс Тауншип (англ. Knox Township) — селище (англ. township) в США, в окрузі Клірфілд штату Пенсільванія. Населення — 597 осіб (2020).

## Демографія
Згідно з переписом 2010 року, у селищі мешкало 647 осіб у 269 домогосподарствах у складі 188 родин. Було 335 помешкань
Расовий склад населення:
| - 98,6 % — білих - 0,3 % — корінних американців - 0,2 % — чорних або афроамериканців |

До двох чи більше рас належало 0,8 %. Частка іспаномовних становила 0,2 % від усіх жителів.
За віковим діапазоном населення розподілялося таким чином: 19,6 % — особи молодші 18 років, 61,2 % — особи у віці 18—64 років, 19,2 % — особи у віці 65 років та старші. Медіана віку мешканця становила 44,5 року. На 100 осіб жіночої статі у селищі припадало 107,4 чоловіків;  на 100 жінок у віці від 18 років та старших — 106,3 чоловіків також старших 18 років.
Середній дохід на одне домашнє господарство  становив 49 750 доларів США (медіана — 38 125), а середній дохід на одну сім'ю — 58 101 долар (медіана — 42 031). Медіана доходів становила 35 625 доларів для чоловіків та 20 750 доларів для жінок. За межею бідності перебувало 16,5 % осіб, у тому числі 20,8 % дітей у віці до 18 років та 7,5 % осіб у віці 65 років та старших.
Цивільне працевлаштоване населення становило 195 осіб. Основні галузі зайнятості: освіта, охорона здоров'я та соціальна допомога — 21,5 %, виробництво — 16,9 %, роздрібна торгівля — 16,4 %, транспорт — 15,9 %.